# Indraprastha
Indraprastha (Sanskrit: इन्‍द्रप्रस्‍थ; ‚Stadt Indras‘) ist eine im Mahabharata und in anderen altindischen Texten erwähnte Stadt.

## Überlieferung
Dem Mahabharata zufolge war Indraprastha die Hauptstadt des sagenhaften Pandava-Reiches; die Pandavas waren die fünf Söhne (Yudhishthira, Bhima und Arjuna sowie die Zwillinge Nakula und Sahadeva) des Dynastiegründers Pandu, der jedoch aufgrund eines Fluchs zeugungsunfähig war. Auf Geheiß Pandus ließen sich seine Frauen Kunti und Madri daher von verschiedenen Göttern schwängern. Die Pandavas gründeten und besuchten zahlreiche Städte in ihrem Herrschaftsgebiet, bevor die Erzählung in einen Zwist mit ihren Vettern, den Kauravas, mündet, der in der großen Schlacht von Kurukshetra entschieden wurde.

## Lokalisierung
Seit alters her wird Indraprastha im Raum Delhi lokalisiert. Nachweislich seit dem 14. Jahrhundert wird das Gelände des ‚Alten Forts‘ (Purana Qila) mit Indraprastha in Verbindung gebracht und noch im Jahr 1913 gab es hier ein Dorf mit Namen Indrapat. Ausgrabungen in den 1950er und 1970er Jahren haben Keramikscherben zutage gefördert, die in die Zeit um 1000 v. Chr. datiert werden können, doch sind die Befunde insgesamt eher dürftig und für eine Identifizierung der Siedlungsreste mit Indraprastha gibt es keine archäologische Evidenz.

## Museum
Im Jahr 1997 wurde von der Indian Archaeological Society das Indraprastha Museum of Art & Archaeology eröffnet, welches sich jedoch in einem Hochhaus in einem Vorort von Delhi befindet (B-17, Qutab Institutional Area, New Delhi-16) und sich derzeit hauptsächlich mit Funden aus anderen Regionen Indiens beschäftigt.